# Tomasz Dangel
Tomasz Stanisław Dangel, född 4 mars 1954 i Warszawa, är en polsk läkare och politisk aktivist.
Tomasz Dangel är son till Jan och Teresa Dangel. I ungdomen var han engagerad i scoutrörelsen. Dangel avlade läkarexamen 1978 på Warszawas medicinska Akademi. Han disputerade 1989 för medicine doktorsgrad på Centrum Zdrowia Dziecka i Warszawa och var verksam där 1979–1993 som specialist inom anestesiologi och palliativ medicin. Dangel åkte som volontär till Armenien efter jordbävningen 1988. Han grundade 1994 det första pediatriska hospiset i Warszawa.
Från slutet av 1970-talet vad Dangel knuten till den demokratiska oppositionen i Polen och medarbetare i Kommittén för arbetarnas beskydd (Komitet Obrony Robotników). Han organiserade 1980 en lokalavdelning av den oberoende fackföreningen Solidaritet på barnsjukhuset. Under undantagstillståndet 1981–1983 organiserade han föreningens underjordiska strukturer och verkade även senare i oppositionella organisationer.
Dangel dekorerades 2009 med orden Polonia Restituta för sin verksamhet för det demokratiska skiftet i Polen.